# Bethel (Minnesota)
Bethel – miejscowość w Stanach Zjednoczonych, w stanie Minnesota, w Anoka.